# Carmelo Rado
Carmelo Rado (* 4. August 1933 in Oderzo) ist ein ehemaliger italienischer Diskuswerfer.
Bei den Olympischen Spielen 1960 in Rom wurde er Siebter und bei den Leichtathletik-Europameisterschaften 1962 in Belgrad Achter.
1961 wurde er Italienischer Meister. Seine persönliche Bestleistung von 58,45 m stellte er am 1. Dezember 1969 in Standerton auf.